# ATP Challenger Series 1987
L'ATP Challenger Series è il secondo livello di tornei per professionisti organizzata dall'ATP. Il circuito prevede tornei con un montepremi che può variare da 25.000 a 150.000 dollari.

## Calendario

### Gennaio
| Settimana  | Torneo                                                                                  | Vincitore                                     | Finalista                     | Semifinalisti                   | Eliminati ai quarti                                    |
| ---------- | --------------------------------------------------------------------------------------- | --------------------------------------------- | ----------------------------- | ------------------------------- | ------------------------------------------------------ |
| 19 gennaio | Viña del Mar Challenger 1987 Viña del Mar, Cile Terra rossa $100 000 Singolare - Doppio | Peter Moraing 4–6, 6–1, 6–4                   | Roberto Azar                  | Pablo Arraya Alejandro Ganzábal | Ricardo Acuña Jimmy Brown Gustavo Garetto Hugo Chapacú |
| 19 gennaio | Viña del Mar Challenger 1987 Viña del Mar, Cile Terra rossa $100 000 Singolare - Doppio | Francisco González Víctor Pecci 3–6, 6–3, 6–1 | José López Maeso Alberto Tous | Pablo Arraya Alejandro Ganzábal | Ricardo Acuña Jimmy Brown Gustavo Garetto Hugo Chapacú |

### Febbraio
| Settimana   | Torneo                                                                               | Vincitore                                    | Finalista                             | Semifinalisti                  | Eliminati ai quarti                                       |
| ----------- | ------------------------------------------------------------------------------------ | -------------------------------------------- | ------------------------------------- | ------------------------------ | --------------------------------------------------------- |
| 2 febbraio  | Enugu Challenger 1987 Enugu, Nigeria Cemento €42 000+H Singolare - Doppio            | Brett Dickinson 2–6, 6–2, 6–4                | Stanislav Birner                      | Rill Baxter Michael Kures      | Jorge Lozano Craig Kardon Christian Weis Éric Winogradsky |
| 2 febbraio  | Enugu Challenger 1987 Enugu, Nigeria Cemento €42 000+H Singolare - Doppio            | Jorge Lozano Tim Pawsat 6–1, 1–6, 6–2        | Jeremy Bates Stanislav Birner         | Rill Baxter Michael Kures      | Jorge Lozano Craig Kardon Christian Weis Éric Winogradsky |
| 2 febbraio  | Nairobi Challenger 1987 Nairobi, Kenya Terra rossa €42 000+H Singolare - Doppio      | Luca Bottazzi 6–2, 7–6                       | Paul Wekesa                           | Walter Bertini Marco Armellini | Chris Kennedy Veli Paloheimo Heiner Moraing Omar Urbinati |
| 2 febbraio  | Nairobi Challenger 1987 Nairobi, Kenya Terra rossa €42 000+H Singolare - Doppio      | Anand Amritraj Srinivasan Vasudevan 6–3, 6–4 | Antonio Altobelli Giovanni Lelli Mami | Walter Bertini Marco Armellini | Chris Kennedy Veli Paloheimo Heiner Moraing Omar Urbinati |
| 2 febbraio  | São Paulo Challenger 1987 San Paolo, Brasile Terra rossa $100 000 Singolare - Doppio | Pavel Vojtisek 6–4, 2–6, 6–3                 | Roberto Argüello                      | César Kist Lawson Duncan       | Jimmy Brown Ricky Brown Alejandro Ganzábal Nelson Aerts   |
| 2 febbraio  | São Paulo Challenger 1987 San Paolo, Brasile Terra rossa $100 000 Singolare - Doppio | Ronnie Båthman Carlos Di Laura 6–4, 6–4      | César Kist João Soares                | César Kist Lawson Duncan       | Jimmy Brown Ricky Brown Alejandro Ganzábal Nelson Aerts   |
| 9 febbraio  | Ogun Challenger Ogun, Nigeria Cemento €42 000+H Singolare - Doppio                   | Non disputato                                | Non disputato                         | Non disputato                  | Non disputato                                             |
| 16 febbraio | Lagos Open 1987 Lagos, Nigeria Cemento €42 000+H Singolare - Doppio                  | Jorge Lozano 6–4, 6–4                        | Nduka Odizor                          | Alex Antonitsch Tony Mmoh      | Peter Carter Godwin Emeh Loïc Courteau Michael Kures      |
| 16 febbraio | Lagos Open 1987 Lagos, Nigeria Cemento €42 000+H Singolare - Doppio                  | Lloyd Bourne Jeff Klaparda 6–7, 6–2, 7–6     | Loïc Courteau Éric Winogradsky        | Alex Antonitsch Tony Mmoh      | Peter Carter Godwin Emeh Loïc Courteau Michael Kures      |

### Marzo
| Settimana | Torneo                                                                                          | Vincitore                                      | Finalista                    | Semifinalisti                         | Eliminati ai quarti                                            |
| --------- | ----------------------------------------------------------------------------------------------- | ---------------------------------------------- | ---------------------------- | ------------------------------------- | -------------------------------------------------------------- |
| 9 marzo   | Challenger DCNS de Cherbourg 1987 Cherbourg, Francia Cemento indoor $100 000 Singolare - Doppio | Stefan Eriksson 6–3, 6–0                       | Jim Pugh                     | Jonathan Canter Denys Maasdorp        | Darren Cahill Éric Winogradsky Mark Woodforde Charles Cox      |
| 9 marzo   | Challenger DCNS de Cherbourg 1987 Cherbourg, Francia Cemento indoor $100 000 Singolare - Doppio | Paul Chamberlin Leif Shiras 7–5, 7–5           | Jim Pugh Éric Winogradsky    | Jonathan Canter Denys Maasdorp        | Darren Cahill Éric Winogradsky Mark Woodforde Charles Cox      |
| 16 marzo  | Cairo Challenger 1987 Il Cairo, Egitto Terra rossa $25 000 Singolare - Doppio                   | Alberto Tous 6–2, 6–3                          | David de Miguel              | Claudio Pistolesi Tore Meinecke       | Juan Aguilera Pavel Vojtisek Carl-Uwe Steeb Wolfgang Popp      |
| 16 marzo  | Cairo Challenger 1987 Il Cairo, Egitto Terra rossa $25 000 Singolare - Doppio                   | Loïc Courteau Tore Meinecke 2–6, 7–6, 6–4      | Jordi Arrese David de Miguel | Claudio Pistolesi Tore Meinecke       | Juan Aguilera Pavel Vojtisek Carl-Uwe Steeb Wolfgang Popp      |
| 23 marzo  | Marrakech Challenger 1987 Marrakech, Marocco Terra rossa €42 000+H Singolare - Doppio           | Tarik Benhabiles 6–2, 7–5                      | Francisco Yunis              | Jim Pugh Carl-Uwe Steeb               | David de Miguel Juan Avendaño Carlos Di Laura Tore Meinecke    |
| 23 marzo  | Marrakech Challenger 1987 Marrakech, Marocco Terra rossa €42 000+H Singolare - Doppio           | Tarik Benhabiles Carlos Di Laura 4–6, 6–3, 6–4 | Jim Pugh Magnus Tideman      | Jim Pugh Carl-Uwe Steeb               | David de Miguel Juan Avendaño Carlos Di Laura Tore Meinecke    |
| 30 marzo  | Agadir Challenger 1987 Agadir, Marocco Terra rossa $25 000 Singolare - Doppio                   | Lawson Duncan 6–4, 6–2                         | Jim Pugh                     | Ronald Agénor Jordi Arrese            | Tarik Benhabiles Javier Sánchez José López Maeso Wolfgang Popp |
| 30 marzo  | Agadir Challenger 1987 Agadir, Marocco Terra rossa $25 000 Singolare - Doppio                   | Jim Pugh Magnus Tideman 2–6, 7–5, 6–2          | Tore Meinecke Carl-Uwe Steeb | Ronald Agénor Jordi Arrese            | Tarik Benhabiles Javier Sánchez José López Maeso Wolfgang Popp |
| 30 marzo  | Vienna Challenger 1987 Vienna, Austria Cemento indoor €42 000+H Singolare - Doppio              | Éric Winogradsky 6–3, 6–2                      | Mark Woodforde               | Michael Oberleitner Florin Segărceanu | Hans-Dieter Beutel Alex Antonitsch Michael Tauson Anthony Lane |
| 30 marzo  | Vienna Challenger 1987 Vienna, Austria Cemento indoor €42 000+H Singolare - Doppio              | Jaroslav Navrátil Florin Segărceanu 6–4, 6–4   | Steve Guy David Lewis        | Michael Oberleitner Florin Segărceanu | Hans-Dieter Beutel Alex Antonitsch Michael Tauson Anthony Lane |

### Aprile
| Settimana | Torneo                                                                                          | Vincitore                                        | Finalista                            | Semifinalisti                         | Eliminati ai quarti                                               |
| --------- | ----------------------------------------------------------------------------------------------- | ------------------------------------------------ | ------------------------------------ | ------------------------------------- | ----------------------------------------------------------------- |
| 6 aprile  | Graz Challenger 1987 Graz, Austria Cemento indoor €42 000+H Singolare - Doppio                  | Christian Saceanu 5–7, 6–3, 6–4                  | Mark Woodforde                       | Jaroslav Navrátil Stefan Eriksson     | Jan Gunnarsson Carl Limberger Patrik Kühnen Thomas Muster         |
| 6 aprile  | Graz Challenger 1987 Graz, Austria Cemento indoor €42 000+H Singolare - Doppio                  | Grant Connell David Livingston 7–5, 6–3          | Carl Limberger Mark Woodforde        | Jaroslav Navrátil Stefan Eriksson     | Jan Gunnarsson Carl Limberger Patrik Kühnen Thomas Muster         |
| 6 aprile  | Martinique Challenger 1987 Martinica, Francia Cemento €42 000+H Singolare - Doppio              | Peter Doohan 6–3, 6–2                            | Todd Nelson                          | Ricardo Acuña Álvaro Jordan           | Paul Chamberlin Alex Stepanek Doug Burke Nick Fulwood             |
| 6 aprile  | Martinique Challenger 1987 Martinica, Francia Cemento €42 000+H Singolare - Doppio              | Morten Christensen Lars-Anders Wahlgren 7–6, 6–3 | Jeremy Bates Nick Fulwood            | Ricardo Acuña Álvaro Jordan           | Paul Chamberlin Alex Stepanek Doug Burke Nick Fulwood             |
| 13 aprile | Guadeloupe Challenger 1987 Guadalupa, Francia Cemento €42 000+H Singolare - Doppio              | Jonathan Canter 6–3, 6–4                         | Larry Stefanki                       | Jeremy Bates Peter Carter             | Mike Bauer Marc Flur Tom Nijssen Peter Doohan                     |
| 13 aprile | Guadeloupe Challenger 1987 Guadalupa, Francia Cemento €42 000+H Singolare - Doppio              | Nelson Aerts Brett Dickinson 6–2, 6–3            | Jonathan Canter Denis Langaskens     | Jeremy Bates Peter Carter             | Mike Bauer Marc Flur Tom Nijssen Peter Doohan                     |
| 13 aprile | Parioli Challenger 1987 Parioli, Italia Terra rossa $100 000 Singolare - Doppio                 | Carlos Di Laura 6–3, 6–2                         | Guillermo Pérez Roldán               | Eduardo Osta Hugo Chapacú             | Massimo Cierro Edoardo Mazza Marcelo Ingaramo Franco Davín        |
| 13 aprile | Parioli Challenger 1987 Parioli, Italia Terra rossa $100 000 Singolare - Doppio                 | Mark Basham Brett Buffington 4–6, 6–2, 6–1       | Massimo Cierro Alessandro De Minicis | Eduardo Osta Hugo Chapacú             | Massimo Cierro Edoardo Mazza Marcelo Ingaramo Franco Davín        |
| 13 aprile | San Luis Potosí Challenger 1987 San Luis Potosí, Messico Terra rossa $25 000 Singolare - Doppio | Leonardo Lavalle 6–4, 3–6, 6–4                   | Jorge Lozano                         | Stéphane Bonneau Chris Pridham        | Mark Wilder Hatem McDadi Luca Bottazzi Eduardo Vélez              |
| 13 aprile | San Luis Potosí Challenger 1987 San Luis Potosí, Messico Terra rossa $25 000 Singolare - Doppio | John Letts Rick Rudeen 6–3, 6–4                  | Karl Richter Mark Wooldridge         | Stéphane Bonneau Chris Pridham        | Mark Wilder Hatem McDadi Luca Bottazzi Eduardo Vélez              |
| 20 aprile | Jerusalem Challenger 1987 Gerusalemme, Israele Cemento $35 000+H Singolare - Doppio             | Shahar Perkiss 4–6, 7–6, 6–2                     | Christian Saceanu                    | Alexander Mronz David Engel           | Boaz Merenstein Morten Christensen Larry Scott Michael Tauson     |
| 20 aprile | Jerusalem Challenger 1987 Gerusalemme, Israele Cemento $35 000+H Singolare - Doppio             | Gilad Bloom Shahar Perkiss 7–5, 7–5              | Shlomo Glickstein Amos Mansdorf      | Alexander Mronz David Engel           | Boaz Merenstein Morten Christensen Larry Scott Michael Tauson     |
| 20 aprile | Lisbon Challenger 1987 Lisbona, Portogallo Terra rossa $50 000 Singolare - Doppio               | Carlos Di Laura 6–1, 6–3                         | Jesus Colas                          | Massimo Cierro Alberto Tous           | José López Maeso Thierry Pham Juan Aguilera Francesco Cancellotti |
| 20 aprile | Lisbon Challenger 1987 Lisbona, Portogallo Terra rossa $50 000 Singolare - Doppio               | Mark Dickson Magnus Tideman 6–2, 6–4             | José López Maeso Alberto Tous        | Massimo Cierro Alberto Tous           | José López Maeso Thierry Pham Juan Aguilera Francesco Cancellotti |
| 27 aprile | Nagoya Challenger 1987 Nagoya, Giappone Cemento $25 000 Singolare - Doppio                      | Ramesh Krishnan 6–3, 6–0                         | Jay Lapidus                          | Andrew Castle Eric Korita             | Andy Kohlberg Jon Levine Michael Kures Robert Van't Hof           |
| 27 aprile | Nagoya Challenger 1987 Nagoya, Giappone Cemento $25 000 Singolare - Doppio                      | Andrew Castle Jon Levine 7–6, 7–6                | Steve Guy David Mustard              | Andrew Castle Eric Korita             | Andy Kohlberg Jon Levine Michael Kures Robert Van't Hof           |
| 27 aprile | Oporto Challenger 1987 Porto, Portogallo Terra rossa $50 000 Singolare - Doppio                 | Christian Bergström 6–1, 6–3                     | Alex Antonitsch                      | Francesco Cancellotti Pedro Rebolledo | Hans-Dieter Beutel Mark Woodforde Mark Dickson Juan Aguilera      |
| 27 aprile | Oporto Challenger 1987 Porto, Portogallo Terra rossa $50 000 Singolare - Doppio                 | Conny Falk Stefan Svensson 7–5, 5–7, 6–3         | Ronnie Båthman Michael Tauson        | Francesco Cancellotti Pedro Rebolledo | Hans-Dieter Beutel Mark Woodforde Mark Dickson Juan Aguilera      |

### Maggio
| Settimana | Torneo                                                                                     | Vincitore                                 | Finalista                      | Semifinalisti                          | Eliminati ai quarti                                     |
| --------- | ------------------------------------------------------------------------------------------ | ----------------------------------------- | ------------------------------ | -------------------------------------- | ------------------------------------------------------- |
| 11 maggio | Raleigh Challenger 1987 Raleigh, Stati Uniti Terra verde $25 000 Singolare - Doppio        | Jimmy Brown 1–6, 6–0, 6–1                 | Al Parker                      | Gary Muller Marc Flur                  | Ricardo Acuña John Sadri Wayne Hearn Mike De Palmer     |
| 11 maggio | Raleigh Challenger 1987 Raleigh, Stati Uniti Terra verde $25 000 Singolare - Doppio        | Rill Baxter Mike De Palmer 7–5, 2–6, 6–4  | Brian Levine David Macpherson  | Gary Muller Marc Flur                  | Ricardo Acuña John Sadri Wayne Hearn Mike De Palmer     |
| 11 maggio | Waiblingen Challenger 1987 Waiblingen, Germania Terra rossa $75 000 Singolare - Doppio     | Alberto Tous w/o                          | Roland Stadler                 | Jean-Philippe Fleurian Alex Antonitsch | Thierry Champion Peter Lundgren Ivo Werner Marko Ostoja |
| 11 maggio | Waiblingen Challenger 1987 Waiblingen, Germania Terra rossa $75 000 Singolare - Doppio     | Jaroslav Navrátil Mark Woodforde 6–3, 7–5 | Alex Antonitsch Peter Lundgren | Jean-Philippe Fleurian Alex Antonitsch | Thierry Champion Peter Lundgren Ivo Werner Marko Ostoja |
| 18 maggio | Innsbruck Challenger 1987 Innsbruck, Austria Sintetico indoor €42 000+H Singolare - Doppio | Non disputato                             | Non disputato                  | Non disputato                          | Non disputato                                           |
| 25 maggio | Montabaur Open 1987 Montabaur, Germania Terra rossa €30 000+H Singolare - Doppio           | Niclas Kroon 6–1, 6–3                     | Wolfgang Popp                  | Christian Weis Edoardo Mazza           | Danilo Marcelino David Engel Jesus Colas Nuno Marques   |
| 25 maggio | Montabaur Open 1987 Montabaur, Germania Terra rossa €30 000+H Singolare - Doppio           | Axel Hornung Christian Saceanu 6–3, 6–4   | Jorge Lozano Agustín Moreno    | Christian Weis Edoardo Mazza           | Danilo Marcelino David Engel Jesus Colas Nuno Marques   |

### Giugno
| Settimana | Torneo                                                                                              | Vincitore                                 | Finalista                              | Semifinalisti                       | Eliminati ai quarti                                                   |
| --------- | --------------------------------------------------------------------------------------------------- | ----------------------------------------- | -------------------------------------- | ----------------------------------- | --------------------------------------------------------------------- |
| 1º giugno | Dortmund Challenger 1987 Dortmund, Germania Terra rossa $75 000 Singolare - Doppio                  | Ronald Agénor 4–6, 7–5, 6–3               | Bruno Orešar                           | Peter Lundgren Carl Limberger       | Jorge Lozano Christian Bergström Francisco Yunis Leonardo Lavalle     |
| 1º giugno | Dortmund Challenger 1987 Dortmund, Germania Terra rossa $75 000 Singolare - Doppio                  | Bruce Derlin Menno Oosting 7–6, 6–7, 6–2  | Wolfgang Popp Udo Riglewski            | Peter Lundgren Carl Limberger       | Jorge Lozano Christian Bergström Francisco Yunis Leonardo Lavalle     |
| 22 giugno | Clermont-Ferrand Challenger 1987 Clermont-Ferrand, Francia Terra rossa €42 000+H Singolare - Doppio | Bruno Orešar 6–2, 6–4                     | Libor Pimek                            | Jordi Arrese Claudio Mezzadri       | Thierry Champion Hans Schwaier Claudio Pistolesi Patrice Kuchna       |
| 22 giugno | Clermont-Ferrand Challenger 1987 Clermont-Ferrand, Francia Terra rossa €42 000+H Singolare - Doppio | Mansour Bahrami Claudio Mezzadri 6–3, 7–5 | Christophe Lesage Jean-Marc Piacentile | Jordi Arrese Claudio Mezzadri       | Thierry Champion Hans Schwaier Claudio Pistolesi Patrice Kuchna       |
| 29 giugno | Tarbes Challenger 1987 Tarbes, Francia Terra rossa €42 000+H Singolare - Doppio                     | Pedro Rebolledo 6–3, 6–4                  | Ronald Agénor                          | Marcelo Hennemann Marcelo Filippini | Marcelo Ingaramo Magnus Gustafsson Victor Caldarelli Carlos Castellan |
| 29 giugno | Tarbes Challenger 1987 Tarbes, Francia Terra rossa €42 000+H Singolare - Doppio                     | Yahiya Doumbia Thierry Pham 7–6, 6–4      | Roberto Azar Marcelo Ingaramo          | Marcelo Hennemann Marcelo Filippini | Marcelo Ingaramo Magnus Gustafsson Victor Caldarelli Carlos Castellan |

### Luglio
| Settimana | Torneo                                                                                    | Vincitore                                     | Finalista                            | Semifinalisti                      | Eliminati ai quarti                                                |
| --------- | ----------------------------------------------------------------------------------------- | --------------------------------------------- | ------------------------------------ | ---------------------------------- | ------------------------------------------------------------------ |
| 6 luglio  | Dublin Challenger 1987 Dublino, Irlanda Terra rossa $100 000 Singolare - Doppio           | Gianluca Pozzi 7–5, 4–6, 6–2                  | Alexandre Hocevar                    | Kelly Jones Michael Oberleitner    | Nuno Marques Rick Rudeen Jason Goodall Diego Nargiso               |
| 6 luglio  | Dublin Challenger 1987 Dublino, Irlanda Terra rossa $100 000 Singolare - Doppio           | Pieter Aldrich Warren Green 6–7, 6–4, 6–4     | Jason Goodall Peter Wright           | Kelly Jones Michael Oberleitner    | Nuno Marques Rick Rudeen Jason Goodall Diego Nargiso               |
| 6 luglio  | Tampere Open 1987 Tampere, Finlandia Terra rossa €42 000 Singolare - Doppio               | Magnus Gustafsson 6–2, 6–4                    | Conny Falk                           | Peter Bastiansen Christer Allgårdh | Steve Kennedy Carlos Castellan David Engel Veli Paloheimo          |
| 6 luglio  | Tampere Open 1987 Tampere, Finlandia Terra rossa €42 000 Singolare - Doppio               | David Engel Des Tyson 6–3, 3–6, 6–3           | Christer Allgårdh George Kalovelonis | Peter Bastiansen Christer Allgårdh | Steve Kennedy Carlos Castellan David Engel Veli Paloheimo          |
| 6 luglio  | Travemunde Open 1987 Travemünde, Germania Terra rossa €30 000+H Singolare - Doppio        | Ronnie Båthman 6–4, 3–6, 6–4                  | Massimo Cierro                       | Nick Fulwood Niclas Kroon          | Lars-Anders Wahlgren Stefano Mezzadri Shūzō Matsuoka Torben Theine |
| 6 luglio  | Travemunde Open 1987 Travemünde, Germania Terra rossa €30 000+H Singolare - Doppio        | Alexander Mronz Karsten Saniter 6–7, 7–6, 6–4 | Niclas Kroon Mats Oleen              | Nick Fulwood Niclas Kroon          | Lars-Anders Wahlgren Stefano Mezzadri Shūzō Matsuoka Torben Theine |
| 20 luglio | Schickedanz Open 1987 Fürth, Germania Terra rossa €30 000+H Singolare - Doppio            | Patrick Baur 6–3, 7–5                         | Edoardo Mazza                        | Jesus Colas Niclas Kroon           | Jaromir Becka Josef Čihák Branislav Stankovič Michael Kupferschmid |
| 20 luglio | Schickedanz Open 1987 Fürth, Germania Terra rossa €30 000+H Singolare - Doppio            | Nick Fulwood Cyril Suk 4–6, 6–3, 6–2          | Axel Hornung Karsten Saniter         | Jesus Colas Niclas Kroon           | Jaromir Becka Josef Čihák Branislav Stankovič Michael Kupferschmid |
| 20 luglio | Hanko Open 1987 Hanko, Finlandia Terra rossa €42 000 Singolare - Doppio                   | Per Henricsson 6–4, 3–6, 6–2                  | Magnus Gustafsson                    | Jörgen Windahl Christer Allgårdh   | Ulf Stenlund Jorge Bardou Magnus Tideman Pasi Montonen             |
| 20 luglio | Hanko Open 1987 Hanko, Finlandia Terra rossa €42 000 Singolare - Doppio                   | Mika Hedman Veli Paloheimo 5–7, 6–3, 6–2      | Craig Campbell Des Tyson             | Jörgen Windahl Christer Allgårdh   | Ulf Stenlund Jorge Bardou Magnus Tideman Pasi Montonen             |
| 27 luglio | Campos Challenger 1987 Campos do Jordão, Brasile Terra rossa €42 000+H Singolare - Doppio | Luiz Mattar 6–3, 6–1                          | Cássio Motta                         | Júlio Góes José Daher              | Luis Ruette Carlos Kirmayr Ricardo Acuña Fernando Roese            |
| 27 luglio | Campos Challenger 1987 Campos do Jordão, Brasile Terra rossa €42 000+H Singolare - Doppio | Ivan Kley João Soares 6–2, 7–6                | Carlos Kirmayr Danilo Marcelino      | Júlio Góes José Daher              | Luis Ruette Carlos Kirmayr Ricardo Acuña Fernando Roese            |
| 27 luglio | Neu Ulm Challenger 1987 Nuova Ulma, Germania Terra rossa $75 000 Singolare - Doppio       | Tomáš Šmíd 6–3, 6–4                           | Thierry Champion                     | Milan Šrejber Josef Čihák          | Christian Miniussi Tore Meinecke Marcelo Ingaramo Massimo Cierro   |
| 27 luglio | Neu Ulm Challenger 1987 Nuova Ulma, Germania Terra rossa $75 000 Singolare - Doppio       | Non terminato                                 |                                      | Milan Šrejber Josef Čihák          | Christian Miniussi Tore Meinecke Marcelo Ingaramo Massimo Cierro   |
| 27 luglio | Seattle Challenger 1987 Seattle, Stati Uniti Cemento $25 000 Singolare - Doppio           | Andrew Sznajder 6–4, 4–6, 6–3                 | Lloyd Bourne                         | Patrick McEnroe Todd Nelson        | Francisco Maciel Rick Leach Chris Pridham Grant Connell            |
| 27 luglio | Seattle Challenger 1987 Seattle, Stati Uniti Cemento $25 000 Singolare - Doppio           | Rick Leach Patrick McEnroe 5–7, 6–2, 6–3      | Brian Levine David Macpherson        | Patrick McEnroe Todd Nelson        | Francisco Maciel Rick Leach Chris Pridham Grant Connell            |

### Agosto
| Settimana | Torneo                                                                                 | Vincitore                                       | Finalista                      | Semifinalisti                       | Eliminati ai quarti                                             |
| --------- | -------------------------------------------------------------------------------------- | ----------------------------------------------- | ------------------------------ | ----------------------------------- | --------------------------------------------------------------- |
| 3 agosto  | São Paulo Challenger 2 1987 San Paolo, Brasile Terra rossa $100 000 Singolare - Doppio | Marcelo Filippini 6–2, 7–6                      | José Daher                     | João Soares Júlio Góes              | Ivan Kley Juan Pablo Queirolo Stefan Lochbihler Givaldo Barbosa |
| 3 agosto  | São Paulo Challenger 2 1987 San Paolo, Brasile Terra rossa $100 000 Singolare - Doppio | José Daher Eleutério Martins 6–3, 7–6           | Ricardo Acioly Dácio Campos    | João Soares Júlio Góes              | Ivan Kley Juan Pablo Queirolo Stefan Lochbihler Givaldo Barbosa |
| 10 agosto | Knokke Challenger 1987 Knokke, Belgio Terra rossa $100 000 Singolare - Doppio          | Edoardo Mazza 7–6, 6–4                          | Eduardo Masso                  | Srinivasan Vasudevan Nicklas Utgren | Michael Tauson Stefano Mezzadri Daniel Marco Francisco Roig     |
| 10 agosto | Knokke Challenger 1987 Knokke, Belgio Terra rossa $100 000 Singolare - Doppio          | Anders Henricsson Per Henricsson 6–1, 6–3       | Givaldo Barbosa Nevio Devide   | Srinivasan Vasudevan Nicklas Utgren | Michael Tauson Stefano Mezzadri Daniel Marco Francisco Roig     |
| 10 agosto | New Haven Challenger 1987 New Haven, Stati Uniti Cemento $50 000 Singolare - Doppio    | Darren Cahill 6–0, 6–3                          | Dan Cassidy                    | Rick Leach Dan Goldberg             | Jay Lapidus Steve DeVries Glenn Layendecker Todd Nelson         |
| 10 agosto | New Haven Challenger 1987 New Haven, Stati Uniti Cemento $50 000 Singolare - Doppio    | Glenn Layendecker Glenn Michibata 3–6, 6–4, 6–2 | Gilad Bloom Brad Pearce        | Rick Leach Dan Goldberg             | Jay Lapidus Steve DeVries Glenn Layendecker Todd Nelson         |
| 17 agosto | Istanbul Challenger 1987 Istanbul, Turchia Terra rossa $50 000 Singolare - Doppio      | Branislav Stankovič 6–2, 6–1                    | Florin Segărceanu              | Edoardo Mazza Josef Čihák           | Amit Naor Ģirts Dzelde Nick Fulwood Srinivasan Vasudevan        |
| 17 agosto | Istanbul Challenger 1987 Istanbul, Turchia Terra rossa $50 000 Singolare - Doppio      | Nevio Devide Alberto Paris 7–5, 6–2             | Adrian Marcu Florin Segărceanu | Edoardo Mazza Josef Čihák           | Amit Naor Ģirts Dzelde Nick Fulwood Srinivasan Vasudevan        |
| 17 agosto | Winnetka Challenger 1987 Winnetka, Stati Uniti Cemento $50 000 Singolare - Doppio      | Simon Youl 5–7, 7–6, 6–3                        | Roberto Saad                   | Mark Woodforde Chris Pridham        | Dan Goldberg Andy Kohlberg Jeff Tarango Joey Rive               |
| 17 agosto | Winnetka Challenger 1987 Winnetka, Stati Uniti Cemento $50 000 Singolare - Doppio      | Tobias Svantesson Jon Treml 6–3, 6–4            | Pieter Aldrich Warren Green    | Mark Woodforde Chris Pridham        | Dan Goldberg Andy Kohlberg Jeff Tarango Joey Rive               |
| 31 agosto | Budapest Challenger 1987 Budapest, Ungheria Terra rossa $25 000+H Singolare - Doppio   | Petr Korda 5–7, 6–3, 6–2                        | Aleksandr Michajlovič Zverev   | Branislav Stankovič Roland Stadler  | Florin Segărceanu Josef Čihák Eduardo Masso Adrian Marcu        |
| 31 agosto | Budapest Challenger 1987 Budapest, Ungheria Terra rossa $25 000+H Singolare - Doppio   | Josef Čihák Cyril Suk 6–2, 7–6                  | Christer Allgårdh David Engel  | Branislav Stankovič Roland Stadler  | Florin Segărceanu Josef Čihák Eduardo Masso Adrian Marcu        |

### Settembre
| Settimana    | Torneo                                                                               | Vincitore                                   | Finalista                         | Semifinalisti                     | Eliminati ai quarti                                           |
| ------------ | ------------------------------------------------------------------------------------ | ------------------------------------------- | --------------------------------- | --------------------------------- | ------------------------------------------------------------- |
| 7 settembre  | Thessaloniki Challenger 1987 Salonicco, Grecia Cemento €42 000+H Singolare - Doppio  | Martin Laurendeau 7–6, 6–4                  | Niclas Kroon                      | Chris Bailey Agustín Moreno       | Steve Guy Pieter Aldrich Anastasios Bavelas Shūzō Matsuoka    |
| 7 settembre  | Thessaloniki Challenger 1987 Salonicco, Grecia Cemento €42 000+H Singolare - Doppio  | Per Henricsson Henrik Holm 7–6, 3–6, 6–3    | Pieter Aldrich Morten Christensen | Chris Bailey Agustín Moreno       | Steve Guy Pieter Aldrich Anastasios Bavelas Shūzō Matsuoka    |
| 28 settembre | Brisbane Challenger 1987 Brisbane, Australia Cemento $25 000+H Singolare - Doppio    | John Frawley 6–2, 6–2                       | Mark Kratzmann                    | Broderick Dyke Richard Fromberg   | Jason Stoltenberg Bryan Roe Peter Carter Charlton Eagle       |
| 28 settembre | Brisbane Challenger 1987 Brisbane, Australia Cemento $25 000+H Singolare - Doppio    | Jason Stoltenberg Todd Woodbridge 6–3, 7–5  | Steve Furlong Peter Wright        | Broderick Dyke Richard Fromberg   | Jason Stoltenberg Bryan Roe Peter Carter Charlton Eagle       |
| 28 settembre | Coquitlam Challenger 1987 Coquitlam, Canada Cemento $100 000 Singolare - Doppio      | Stéphane Bonneau 6–1, 0–6, 6–4              | Doug Burke                        | Michael Robertson Glenn Michibata | Richard Matuszewski Matthew Litsky Juan Ríos Grant Connell    |
| 28 settembre | Coquitlam Challenger 1987 Coquitlam, Canada Cemento $100 000 Singolare - Doppio      | Grant Connell Glenn Michibata 7–6, 5–7, 6–4 | Juan Ríos Roger Smith             | Michael Robertson Glenn Michibata | Richard Matuszewski Matthew Litsky Juan Ríos Grant Connell    |
| 28 settembre | Estoril Challenger 1987 Estoril, Portogallo Terra rossa €42 000+H Singolare - Doppio | Gilad Bloom 7–6, 6–3                        | Mark Dickson                      | Eduardo Masso Brett Dickinson     | João Soares Gianluca Pozzi Huub van Boeckel Martin Laurendeau |
| 28 settembre | Estoril Challenger 1987 Estoril, Portogallo Terra rossa €42 000+H Singolare - Doppio | Barry Moir Gianluca Pozzi 6–4, 3–6, 7–6     | Gilad Bloom Niclas Kroon          | Eduardo Masso Brett Dickinson     | João Soares Gianluca Pozzi Huub van Boeckel Martin Laurendeau |

### Ottobre
| Settimana  | Torneo                                                                                 | Vincitore                               | Finalista                            | Semifinalisti                    | Eliminati ai quarti                                            |
| ---------- | -------------------------------------------------------------------------------------- | --------------------------------------- | ------------------------------------ | -------------------------------- | -------------------------------------------------------------- |
| 5 ottobre  | Messina Challenger 1987 Messina, Italia Terra rossa $50 000 Singolare - Doppio         | Hans Schwaier 6–3, 4–6, 6–4             | Markus Rackl                         | Francisco Maciel Alberto Mancini | Massimiliano Narducci Petr Korda Nicolás Pereira Edoardo Mazza |
| 5 ottobre  | Messina Challenger 1987 Messina, Italia Terra rossa $50 000 Singolare - Doppio         | Omar Camporese Diego Nargiso 6–4, 6–4   | Dácio Campos Brett Dickinson         | Francisco Maciel Alberto Mancini | Massimiliano Narducci Petr Korda Nicolás Pereira Edoardo Mazza |
| 5 ottobre  | Vancouver Challenger 1987 Vancouver, Canada Cemento $100 000 Singolare - Doppio        | Grant Connell 7–6, 6–1                  | Alexander Mronz                      | Heiner Moraing Glenn Michibata   | Michael Robertson Jim Gurfein Chris Kennedy Stéphane Bonneau   |
| 5 ottobre  | Vancouver Challenger 1987 Vancouver, Canada Cemento $100 000 Singolare - Doppio        | Grant Connell Glenn Michibata 6–4, 6–2  | Josef Brabenec Tony Macken           | Heiner Moraing Glenn Michibata   | Michael Robertson Jim Gurfein Chris Kennedy Stéphane Bonneau   |
| 12 ottobre | Grand Prix Hassan II 1987 Casablanca, Marocco Terra rossa €42 000+H Singolare - Doppio | Lawson Duncan 7–5, 6–1                  | Massimiliano Narducci                | Alberto Tous Massimo Cierro      | Hans Schwaier Christian Weis Claudio Pistolesi Josef Čihák     |
| 12 ottobre | Grand Prix Hassan II 1987 Casablanca, Marocco Terra rossa €42 000+H Singolare - Doppio | José López Maeso Alberto Tous 7–6, 6–2  | Massimo Cierro Alessandro De Minicis | Alberto Tous Massimo Cierro      | Hans Schwaier Christian Weis Claudio Pistolesi Josef Čihák     |
| 12 ottobre | Las Vegas Tennis Open 1987 Las Vegas, Stati Uniti Cemento $25 000 Singolare - Doppio   | Michael Chang 6–3, 4–6, 6–2             | Jon Levine                           | Vijay Amritraj Grant Connell     | Paul Chamberlin Alexander Mronz Glenn Layendecker Jim Gurfein  |
| 12 ottobre | Las Vegas Tennis Open 1987 Las Vegas, Stati Uniti Cemento $25 000 Singolare - Doppio   | David Dowlen Glenn Layendecker 6–1, 6–2 | Mark Basham Charles Beckman          | Vijay Amritraj Grant Connell     | Paul Chamberlin Alexander Mronz Glenn Layendecker Jim Gurfein  |
| 26 ottobre | Bergen Challenger 1987 Bergen, Norvegia Sintetico indoor $35 000+H Singolare - Doppio  | Patrik Kühnen 6–4, 3–6, 7–6             | Grant Connell                        | Petr Korda Leif Shiras           | Jan Gunnarsson Andrej Ol'chovskij Niclas Kroon Milan Šrejber   |
| 26 ottobre | Bergen Challenger 1987 Bergen, Norvegia Sintetico indoor $35 000+H Singolare - Doppio  | Nduka Odizor Ben Testerman 6–3, 6–4     | Jan Gunnarsson Michael Mortensen     | Petr Korda Leif Shiras           | Jan Gunnarsson Andrej Ol'chovskij Niclas Kroon Milan Šrejber   |

### Novembre
| Settimana   | Torneo                                                                                               | Vincitore                                            | Finalista                        | Semifinalisti                         | Eliminati ai quarti                                                |
| ----------- | --- | ---------------------------------------------------- | -------------------------------- | ------------------------------------- | ------------------------------------------------------------------ |
| 2 novembre  | Bossonnens Challenger 1987 Bossonnens, Svizzera Cemento $35 000+H Singolare - Doppio                 | Roger Smith 7–6, 4–6, 6–3                            | Alexander Mronz                  | Eduardo Masso Richard Matuszewski     | Miguel Nido Patrick Baur Markus Rackl Mike Bauer                   |
| 2 novembre  | Bossonnens Challenger 1987 Bossonnens, Svizzera Cemento $35 000+H Singolare - Doppio                 | Peter Palandjian Bud Schultz 6–4, 6–3                | Heiner Moraing Alexander Mronz   | Eduardo Masso Richard Matuszewski     | Miguel Nido Patrick Baur Markus Rackl Mike Bauer                   |
| 2 novembre  | Santiago Challenger 1987 Santiago, Cile Terra rossa $35 000+H Singolare - Doppio                     | Javier Frana 2–6, 6–3, 6–4                           | Alberto Mancini                  | Pablo Albano Dan Cassidy              | Guillermo Rivas Rubén Gajardo Marcelo Ingaramo Gustavo Giussani    |
| 2 novembre  | Santiago Challenger 1987 Santiago, Cile Terra rossa $35 000+H Singolare - Doppio                     | Javier Frana Hans Gildemeister 6–4, 6–3              | Marcos Hocevar Alexandre Hocevar | Pablo Albano Dan Cassidy              | Guillermo Rivas Rubén Gajardo Marcelo Ingaramo Gustavo Giussani    |
| 9 novembre  | Helsinki Challenger 1987 Helsinki, Finlandia Sintetico indoor €42 000 Singolare - Doppio             | Grant Connell 7–6, 6–2                               | Aleksandr Michajlovič Zverev     | Bud Schultz Olli Rahnasto             | Per Henricsson Anders Henricsson Andrej Ol'chovskij Ronnie Båthman |
| 9 novembre  | Helsinki Challenger 1987 Helsinki, Finlandia Sintetico indoor €42 000 Singolare - Doppio             | Peter Palandjian Bud Schultz 7–6, 6–4                | Nicklas Utgren Pasi Virtanen     | Bud Schultz Olli Rahnasto             | Per Henricsson Anders Henricsson Andrej Ol'chovskij Ronnie Båthman |
| 18 novembre | Valkenswaard Challenger 1987 Valkenswaard, Paesi Bassi Sintetico indoor $25 000+H Singolare - Doppio | Christian Saceanu 2–6, 6–4, 6–4                      | Menno Oosting                    | Petr Korda Jan-Willem Lodder          | Jérôme Potier Lloyd Bourne Eduardo Masso Peter Moraing             |
| 18 novembre | Valkenswaard Challenger 1987 Valkenswaard, Paesi Bassi Sintetico indoor $25 000+H Singolare - Doppio | Michiel Schapers Huub van Boeckel 3–6, 6–3, 6–2      | Peter Carter Leif Shiras         | Petr Korda Jan-Willem Lodder          | Jérôme Potier Lloyd Bourne Eduardo Masso Peter Moraing             |
| 23 novembre | Bloemfontein Challenger 1987 Bloemfontein, Sudafrica Cemento €42 000+H Singolare - Doppio            | Philip Johnson 6–2, 6–4                              | Mike Bauer                       | Luke Jensen Christo Steyn             | Warren Green Harald Rittersbacher Emile Fourie Pieter Aldrich      |
| 23 novembre | Bloemfontein Challenger 1987 Bloemfontein, Sudafrica Cemento €42 000+H Singolare - Doppio            | David Felgate Nick Fulwood 6–1, 3–6, 6–4             | Mike Bauer Peter Palandjian      | Luke Jensen Christo Steyn             | Warren Green Harald Rittersbacher Emile Fourie Pieter Aldrich      |
| 23 novembre | Munich Challenger 1987 Monaco di Baviera, Germania Sintetico ndoor $100 000 Singolare - Doppio       | Leif Shiras 7–6, 6–4                                 | Diego Nargiso                    | Mark Dickson Petr Korda               | Roger Smith Florin Segărceanu Menno Oosting Andrew Castle          |
| 23 novembre | Munich Challenger 1987 Monaco di Baviera, Germania Sintetico ndoor $100 000 Singolare - Doppio       | Tony Mmoh Roger Smith 7–6, 6–4                       | Leonardo Lavalle Diego Nargiso   | Mark Dickson Petr Korda               | Roger Smith Florin Segărceanu Menno Oosting Andrew Castle          |
| 30 novembre | Durban Challenger 1987 Durban, Sudafrica Cemento €42 000+H Singolare - Doppio                        | Philip Johnson 6–2, 2–0, rit.                        | Tomer Zimmerman                  | Laurie Warder Michael Robertson       | Axel Hornung Stefan Kruger Luke Jensen Neil Broad                  |
| 30 novembre | Durban Challenger 1987 Durban, Sudafrica Cemento €42 000+H Singolare - Doppio                        | Marius Barnard Piet Norval 6–3, 6–4                  | Pieter Aldrich Warren Green      | Laurie Warder Michael Robertson       | Axel Hornung Stefan Kruger Luke Jensen Neil Broad                  |
| 30 novembre | Munster Open 1987 Munster, Germania Sintetico indoor €30 000+H Singolare - Doppio                    | Eric Jelen 6–4, 7–6                                  | Jan Gunnarsson                   | Christian Saceanu Branislav Stankovič | Diego Nargiso Niclas Kroon Andrew Castle Leif Shiras               |
| 30 novembre | Munster Open 1987 Munster, Germania Sintetico indoor €30 000+H Singolare - Doppio                    | Karel Nováček Marián Vajda 4–6, 7–6, 7–6             | Alex Antonitsch Tony Mmoh        | Christian Saceanu Branislav Stankovič | Diego Nargiso Niclas Kroon Andrew Castle Leif Shiras               |
| 30 novembre | São Paulo Challenger 3 1987 San Paolo, Brasile Terra rossa $100 000 Singolare - Doppio               | Ivan Kley 6–4, 6–2                                   | Raúl Viver                       | Juan Aguilera Javier Frana            | Marcelo Filippini Júlio Góes Roberto Argüello Roger Guedes         |
| 30 novembre | São Paulo Challenger 3 1987 San Paolo, Brasile Terra rossa $100 000 Singolare - Doppio               | Marcelo Filippini Daniel Montes de Oca 7–5, 4–6, 6–1 | Javier Frana Gustavo Guerrero    | Juan Aguilera Javier Frana            | Marcelo Filippini Júlio Góes Roberto Argüello Roger Guedes         |

### Dicembre
| Settimana   | Torneo                                                                                        | Vincitore                              | Finalista                 | Semifinalisti                   | Eliminati ai quarti                                   |
| ----------- | --------------------------------------------------------------------------------------------- | -------------------------------------- | ------------------------- | ------------------------------- | ----------------------------------------------------- |
| 7 dicembre  | East London Challenger 1987 East London, Sudafrica Cemento €42 000+H Singolare - Doppio       | Pieter Aldrich 6–3, 6–2                | Mark Keil                 | Luke Jensen Barry Moir          | Daniel Marco Brian Levine Byron Talbot Derek Tarr     |
| 7 dicembre  | East London Challenger 1987 East London, Sudafrica Cemento €42 000+H Singolare - Doppio       | Luke Jensen Byron Talbot 6–3, 5–7, 6–4 | Stephan Medem Geoff Roper | Luke Jensen Barry Moir          | Daniel Marco Brian Levine Byron Talbot Derek Tarr     |
| 14 dicembre | Port Elizabeth Challenger 1987 Port Elizabeth, Sudafrica Cemento €42 000+H Singolare - Doppio | Michael Robertson 6–4, 6–2             | Denys Maasdorp            | Hans-Dieter Beutel Byron Talbot | Pieter Aldrich Brent Pirow Luke Jensen Philip Johnson |
| 14 dicembre | Port Elizabeth Challenger 1987 Port Elizabeth, Sudafrica Cemento €42 000+H Singolare - Doppio | Neil Broad Stefan Kruger 4–6, 6–4, 6–2 | Craig Boynton Tom Mercer  | Hans-Dieter Beutel Byron Talbot | Pieter Aldrich Brent Pirow Luke Jensen Philip Johnson |
| 21 dicembre | Capetown Challenger 1987 Città del Capo, Sudafrica Cemento €42 000+H Singolare - Doppio       | Pieter Aldrich 1–6, 6–4, 6–2           | Mike Bauer                | Luke Jensen Neil Broad          | Alex Stepanek Christo Steyn Kevin Moir Philip Johnson |
| 21 dicembre | Capetown Challenger 1987 Città del Capo, Sudafrica Cemento €42 000+H Singolare - Doppio       | Neil Broad Stefan Kruger 6–4, 6–2      | Mike Bauer Luke Jensen    | Luke Jensen Neil Broad          | Alex Stepanek Christo Steyn Kevin Moir Philip Johnson |